# إيملي جونسون
إيملي جونسون (بالإنجليزية: Emily Johnson)‏ هي مصممة رقص أمريكية، ولدت في 19 مارس 1976 في سولدوتنا في الولايات المتحدة.

## وصلات خارجية
- الموقع الرسمي